# Fabio Francolini
Fabio Francolini (* 12. srpna 1986 Cantù) je italský inline bruslař a rychlobruslař.
Od roku 2004 pravidelně startuje na evropských i světových šampionátech v inline bruslení, přičemž na těchto soutěžích získal v různých disciplínách několik desítek medailí.
Prvních závodů v rychlobruslení se zúčastnil v roce 2011, kdy také absolvoval italské šampionáty. V roce 2014 debutoval ve Světovém poháru v závodě s hromadným startem, přičemž v této disciplíně vybojoval na Mistrovství světa 2015 stříbrnou medaili.